# Az Egyesült Arab Emírségek uralkodóinak listája
Az alábbi lista az Egyesült Arab Emírségek uralkodóit tartalmazza.

## Abu-DzabiEmírség (alapítva1761-ben)
| Uralkodó                       | Uralkodott                            | Neve átírásban | Megjegyzés |
| ------------------------------ | ------------------------------------- | -------------- | ---------- |
| I. Dijáb                       | emír: 1761 – †1793                    |                |            |
| I. Sakbut                      | emír: 1793 – †1816                    |                |            |
| Muhammad                       | emír: 1816 – †1818                    |                |            |
| II. Sakbut                     | emír: 1818 – ?                        |                |            |
| I. Tahnun                      | emír: 1818 – †1833 áprilisa           |                |            |
| I. Kalifa                      | emír: 1833 – †1845                    |                |            |
| Szultán                        | emír: 1833 – †1845 júliusa            |                |            |
| Isza                           | emír: 1845 – †1845 szeptembere        |                |            |
| II. Dijáb                      | emír: 1845 – †1845 decembere          |                |            |
| Szajed                         | emír: 1845 – †1855                    |                |            |
| I. Zajed (*1840)               | emír: 1855 – †1909                    |                |            |
| II. Tahnun (*1857)             | emír: 1909 – †1912 októbere           |                |            |
| Hamdan (*1881)                 | emír: 1912 – †1922. augusztus 22.     |                |            |
| II. Szultán (*1881)            | emír: 1922 – †1926. augusztus 4.      |                |            |
| Szakr (*1887)                  | emír: 1926 – †1928. január 1.         |                |            |
| III. Sakbut (*1905)            | emír: 1928 – 1966, †1989. február 11. |                |            |
| II. Zajed (*1918. november 3.) | emír: 1966 – †2004. november 2.       |                |            |
| II. Kalifa (*1948. január 25.) | emír: 2004 – †2022                    |                |            |
| Mohamed (*1961. március 11.)   | emír: 2022 –????                      |                |            |

## DubajiEmírség (alapítva1800körül)
| Uralkodó                     | Uralkodott                         | Neve átírásban | Megjegyzés |
| ---------------------------- | ---------------------------------- | -------------- | ---------- |
| Obaid                        | emír: ???? – †1833. június 9.      |                |            |
| I. Maktum                    | emír: 1833 – †1852                 |                |            |
| I. Szajed                    | emír: 1852 – †1859                 |                |            |
| Husur                        | emír: 1859 – †1886. november 22.   |                |            |
| I. Rasid                     | emír: 1886 – †1894. április 7.     |                |            |
| II. Maktum                   | emír: 1894 – †1906. február 16.    |                |            |
| Butti (*1851)                | emír: 1906 – †1912 novembere       |                |            |
| II. Szajed (*1878)           | emír: 1912 – 1929, ld. alább       |                |            |
| Mani                         | emír: 1929 – †1929                 |                |            |
| II. Szajed (2x)              | emír: 1929 – †1958. szeptember 10. |                |            |
| II. Rasid (*1912)            | emír: 1958 – †1990. október 7.     |                |            |
| III. Maktum (*1943)          | emír: 1990 – †2006. január 4.      |                |            |
| Muhammad (*1949. július 15.) | emír: 2006 – ????                  |                |            |

## Sardzsai Emírség(alapítva1727-ben)
| Uralkodó                        | Uralkodott                       | Neve átírásban | Megjegyzés                     |
| ------------------------------- | -------------------------------- | -------------- | ------------------------------ |
| Hamza                           | emír: 1727 – †1777               |                |                                |
| I. Szakr                        | emír: 1777 – †1803               |                |                                |
| I. Szultán                      | emír: 1803 – 1840, ld. alább     |                |                                |
| II. Szakr                       | emír: 1840 – †1840               |                |                                |
| I. Szultán (2x)                 | emír: 1840 – †1866               |                |                                |
| I. Kalid                        | emír: 1866 – †1868. április 14.  |                |                                |
| Szalim                          | emír: 1868 – †1883 márciusa      |                |                                |
| Ibrahim                         | emír: 1869 – †1871               |                |                                |
| III. Szakr                      | emír: 1883 – †1914               |                |                                |
| II. Kalid                       | emír: 1914 – †1924. november 21. |                |                                |
| II. Szultán                     | emír: 1924 – †1951               |                |                                |
| Muhammad                        | emír: 1951 – †1951               |                |                                |
| IV. Szakr                       | emír: 1951 – †1965. június 24.   |                |                                |
| III. Kalid                      | emír: 1965 – †1972. január 24.   |                |                                |
| V. Szakr                        | emír: 1972-ben, †2010            |                | II. Szakr rasz al-kaimai emír. |
| III. Szultán (*1939. július 6.) | emír: 1972 – 1987, ld. alább     |                |                                |
| Abd al-Aziz                     | emír: 1987-ben                   |                |                                |
| III. Szultán (2x)               | emír: 1987 – ???                 |                |                                |

## FudzsejraiEmírség (alapítva1876-ban)
| Uralkodó                     | Uralkodott                         | Neve átírásban | Megjegyzés |
| ---------------------------- | ---------------------------------- | -------------- | ---------- |
| I. Hamad                     | emír: 1876 – †1936                 |                |            |
| Szaif                        | emír: 1936 – †1942                 |                |            |
| Muhammad                     | emír: 1942 – †1974. szeptember 18. |                |            |
| II. Hamad (*1948. május 25.) | emír: 1974 –                       |                |            |

## Rász el-Haima-i Emírség(alapítva a18. században)
| Uralkodó                   | Uralkodott                      | Neve átírásban | Megjegyzés |
| -------------------------- | ------------------------------- | -------------- | ---------- |
| Rahma                      | emír: 18. század                |                |            |
| Matar                      | emír: 18. század – †174?        |                |            |
| Rasid                      | emír: 174? – †1777              |                |            |
| I. Szakr                   | emír: 1777 – †1803              |                |            |
| I. Szultán                 | emír: 1803 – †1808              |                |            |
| Al-Huszajn                 | emír: 1808 – †1814              |                |            |
| Al-Haszan                  | emír: 1814 – †1820              |                |            |
| II. Szultán                | emír: 1820 – †1866              |                |            |
| Ibrahim                    | emír: 1866 – †1867 májusa       |                |            |
| Kalid                      | emír: 1867 – †1868. április 14. |                |            |
| Szalim                     | emír: 1868 – †1869              |                |            |
| Humajd                     | emír: 1869 – †1900 augusztusa   |                |            |
| ...                        |                                 |                |            |
| III. Szultán               | emír: 1921 – †1948 februárja    |                |            |
| II. Szakr (*1918–1920)     | emír: 1948 – †2010. október 27. |                |            |
| Szaud (*1956. február 10.) | emír: 2010 – ???                |                |            |

## Umm el-Kaivein Emírség (alapítva1775-ben)
| Uralkodó                  | Uralkodott                    | Neve átírásban | Megjegyzés |
| ------------------------- | ----------------------------- | -------------- | ---------- |
| Madzsid                   | emír: 1775 – †17??            |                |            |
| I. Rasid                  | emír: 17?? – †1816            |                |            |
| I. Abdullah               | emír: 1816 – †1853            |                |            |
| Ali                       | emír: 1853 – †1873            |                |            |
| I. Ahmad                  | emír: 1873 – †1904            |                |            |
| II. Rasid                 | emír: 1904 – †1922            |                |            |
| II. Abdullah              | emír: 1922 – †1923            |                |            |
| Hamad                     | emír: 1923 – †1929            |                |            |
| II. Ahmad                 | emír: 1929 – †1981            |                |            |
| III. Rasid (*1932)        | emír: 1981 – †2009. január 2. |                |            |
| Szaud (*1952. október 1.) | emír: 2009 – ????             |                |            |

## Adzsmani Emírség (alapítva a18. században)
| Uralkodó           | Uralkodott                        | Neve átírásban | Megjegyzés |
| ------------------ | --------------------------------- | -------------- | ---------- |
| Rasid Al-Nuaimi    | emír: 18. század                  |                |            |
| I. Humaid          | emír: 17?? – †1816                |                |            |
| I. Rasid           | emír: 1816 – †1838                |                |            |
| II. Humaid         | emír: 1838 – 1841, l. alább       |                |            |
| I. Abd al-Aziz     | emír: 1841 – †1848                |                |            |
| II. Humaid (2x)    | emír: 1848 – †1873                |                |            |
| II. Rasid          | emír: 1873 – †1891                |                |            |
| III. Humaid        | emír: 1891 – †1900                |                |            |
| II. Abd al-Aziz    | emír: 1900 – †1910                |                |            |
| IV. Humaid         | emír: 1910 – †1928                |                |            |
| III. Rasid (*1902) | emír: 1928 – †1981. szeptember 6. |                |            |
| V. Humaid (*1931)  | emír: 1981 – ????                 |                |            |

## Fordítás
Ez a szócikk részben vagy egészben  a   List of rulers of separate Emirates of the United Arab Emirates című angol Wikipédia-szócikk fordításán alapul.  Az eredeti cikk szerkesztőit annak laptörténete sorolja fel. Ez a jelzés csupán a megfogalmazás eredetét és a szerzői jogokat jelzi, nem szolgál a cikkben szereplő információk forrásmegjelöléseként.